# Suhpalacsa dietrichiae
Suhpalacsa dietrichiae là một loài côn trùng trong họ Ascalaphidae thuộc bộ Neuroptera. Loài này được Brauer miêu tả năm 1869.